# 汪泩
汪泩（？—？），清代江西浮梁人。
生卒年不詳。乾隆四十三年（1778年）戊戌科進士，授翰林院庶吉士，改廣州府順德知縣，署新會縣事，候補同知。汪氏久任地方官，對研讀法律知識有高度熱情，又喜歡將儒家五经與法令结合。餘事不詳。著有《祥刑經解》五卷。